# Edward Tylor
Edward Burnett Tylor (n. 2 octombrie 1832, Greater London, Anglia, Regatul Unit al Marii Britanii și Irlandei – d. 2 ianuarie 1917, Wellington, Anglia, Regatul Unit al Marii Britanii și Irlandei) a fost un antropolog britanic, fondator al antropologiei culturale.

## Biografia
Sir Edward Burnett Tylor s-a născut la 2 octombrie 1832 în Camberwell, Londra- Anglia, ca fiu al lui Joseph Tylor și Harriet Skipper – proprietari ai unei topitorii de cupru.
Anii de școală (până la vârsta de 16 ani), i-a urmat la Grove House - Tottenham, după care alături de fratele său mai mare Alfred a început să se ocupe de afacerea familiei - fără a-și mai continua studiile.
După câțiva ani, sănătatea șubredă îl determină să renunțe la funcția sa din cadrul topitoriei și la vârsta de 23 de ani părăsește Anglia, într-o călătorie de-a lungul Statelor Unite și Mexicului.
În timpul acestor călătorii , îl cunoaște pe etnologul Henry Christy care-i va trezi interesul pentru domeniul antropologic.
În anul 1883, Tylor devine directorul Muzeului Universitar Oxford, iar din 1886 până în 1909 va fi primul profesor de antropologie la Oxford University.

## Ideologia
Tylor este considerat un reprezentant al evoluționismului cultural, antropologia lui bazându-se pe ceea ce s-a numit “metoda comparativă” – cea care pune în legătură date provenind din medii diferite pentru a putea trage de aici, concluzii generale.
În lucrarea sa, reintroduce termenul de "animism", (ideea că toate lucrurile care au viața sunt susținute de o forță spirituală și au suflete și de asemenea, că există spirite și demoni), făcând astfel o contribuție importantă pentru înțelegerea religiilor primitive.

## Lucrări publicate
- Anthropology. An introduction to the study of man and civilization, (NY, Appleton, 1896) - prima carte publicată, considerată și în ziua de azi modernă prin conceptele și teoriile sale culturale.

### Alte lucrări
- Researches into the Early History of Mankind and the Development of Civilization (1865),

Primitive Culture (1871), 
- Anahuac Or Mexico and the Mexicans, Ancient and Modern (1861)
- On a Method of Investigating the Development of Institutions; applied to Laws of Marriage and Descent (1889)